# 1904年セントルイスオリンピックのサッカー競技
1904年セントルイスオリンピックのサッカー競技（1904ねんセントルイスオリンピックのサッカーきょうぎ）は、1904年10月16日とから10月23日にかけて行われた。この大会ではカナダ代表チームのガルトFCが優勝した。

## 参加チーム
以下の3 チームが出場した。アメリカの2チームはいずれもセントルイスのチームである。
- アメリカ代表1 - クリスチャン・ブラザーズ・カレッジ
- アメリカ代表2 - 聖ローズ教区
- カナダ代表 - ガルト・フットボールクラブ

## 試合結果
| 10月16日 |  | カナダ          | 7 | - | 0 | アメリカ合衆国1 |
| 10月17日 |  | カナダ          | 4 | - | 0 | アメリカ合衆国2 |
| 10月20日 |  | アメリカ合衆国2 | 0 | - | 0 | アメリカ合衆国1 |
| 10月21日 |  | アメリカ合衆国2 | 0 | - | 0 | アメリカ合衆国1 |
| 10月23日 |  | アメリカ合衆国2 | 0 | - | 2 | アメリカ合衆国1 |

## 最終結果
| 金 | カナダ - ガルト・フットボールクラブ                  |
| 銀 | アメリカ合衆国1 - クリスチャン・ブラザーズ・カレッジ |
| 銅 | アメリカ合衆国2 - 聖ローズ教区                       |

## 各国メダル数
| 順 | 国・地域       | 金 | 銀 | 銅 | 計 |
| -- | -------------- | -- | -- | -- | -- |
| 1  | カナダ         | 1  | 0  | 0  | 1  |
| 2  | アメリカ合衆国 | 0  | 1  | 1  | 2  |